# Штурм Львова (1704)
Штурм Львова — бой в ходе Северной войны, произошедший 27 августа (7 сентября) 1704 года.
Силами трёх кавалерийских полков шведский король Карл XII предпринял штурм города Львова, в то время центра Русского воеводства Речи Посполитой.

## Предыстория
В конце мая 1704 года Карл XII выступил из своей зимней штаб-квартиры в направлении Варшавы для обеспечения защиты запланированных выборов короля Польши. Его войско состояло из 17 700 пехотинцев и 13 500 кавалеристов. После его прибытия под прикрытием шведской армии и против воли шляхты 12 июля 1704 года королём был избран Станислав Лещинский.
После выборов Карл XII выступил с армейским корпусом на регионы, выступавшие против нового короля. Август II Фридрих, курфюрст Саксонии, бывший к тому времени польским королём, не признал результаты выборов и отошёл со своим войском от наступающей армии Карла XII. Когда шведское войско подошло к городу Ярославу, Август воспользовался возможностью занять Варшаву, чтобы свергнуть короля-противника. Карл отказался от преследования саксонской армии — вместо этого он отослал графа Магнуса Стенбока во Львов для получения откупа под угрозой ограбления города (нем. Brandschatzung). Во времена Северной войны город был одним из самых богатых и самых важных в Речи Посполитой.
Комендант крепости Францишек Галецкий был преданным сторонником Августа II. Он убедил городской совет не платить по требованию шведов, аргументируя это тем, что в последних войнах город не был захвачен. Карл XII выступил к городу всего с тремя драгунскими полками (полки Красова, Бухвальда и Дюкера), пехоту и артиллерию же отправил обратно в Ярослав.

## Штурм фортификаций
Шведы подступили к городу 25 августа (5 сентября) 1704 года. Часть войска заблудилась в густых лесах, поэтому Карлу XII пришлось отложить запланированное на следующий день наступление. Леса были настолько густые, что войска смогли соединиться только с использованием сигнальных рожков. Кроме того, из-за длительного дождя атака на следующий день в любом случае не смогла бы состояться. Это время Карл XII использовал для обучения недавно набранных кавалеристов. Их обучали ведению боевых действий с использованием ручных гранат — последнее было важно для штурма городских стен. Карл проинструктировал своих полковников вечером 26 августа (6 сентября) 1704 года.
Львов был защищён стенами с воротами. Перед фортификациями также находилась защитная стена с деревянным частоколом. Дополнительно город защищал ров, но он был осушен. Иезуитский монастырь был дополнительно усилен пушками и гарнизоном. Утром 27 августа (7 сентября) 1704 года шведы предприняли штурм. Полки продвигались под сильным огнём пушек и ручного оружия, который вёлся от пилонов монастыря. Каждый из полковников вёл собственный полк. Полк Бухвальда отвечал за правый фланг, полк Дюкера находился на левом фланге, а полк Красова — в центре.

Шведский король, находившийся в передних рядах атакующих, одним из первых оказался на городских стенах. Через четверть часа ворота города перешли под контроль шведов — они были захвачены полковником Торстенссоном и его подразделением, принадлежавшим к полку Красова. Полковник Бухвальд прошёл со своим полком до рыночной площади и захватил её — после этого город был захвачен. Причинами невысоких потерь в шведском войске были очень быстрое взятие под контроль городской стены и захват в плен значительной части защитников за короткое время. Лишь 30 кавалеристов были убиты во время штурма. 

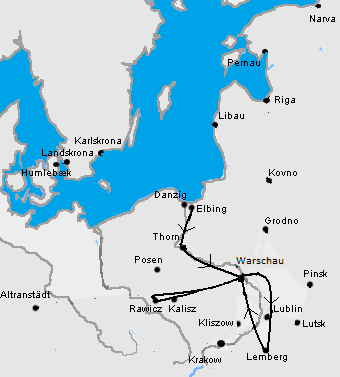
Карта, показывающая направление движения войск Карла XII с мая 1704 по декабрь 1705 года

Командующий гарнизона Галецкий исчез — он попытался спрятаться в иезуитском монастыре. Один шведский драбант обнаружил его во время обыска и взял в плен.

## Результаты
После штурма под контроль шведов перешла 171 пушка львовского гарнизона, а также большое количество боеприпасов и продуктов. Пушки пришлось взорвать, поскольку шведы не могли их забрать с собой. Сундуки с серебром и золотом решили доставить в шведский лагерь. Кроме того, жители города должны были заплатить контрибуцию в 300 тысяч талеров. Большая часть этой суммы была прощена после письма верного королю Швеции Станислава Лещинского.
Карл XII пообещал своим солдатам дать разрешение на 24-часовое разграбление города. После просьб жителей города о помиловании он отдал приказ немедленно остановить мародёрство.

## Последствия
Карл XII вследствие быстрого похода на Львов оставил столицу Польши почти без защиты. Во время штурма Львова Август II, в свою очередь, захватил Варшаву, чем обратил короля-противника в бегство. В итоге Карл XII имел мало времени для празднования своего успеха и вскоре выступил с войском в направлении Варшавы. Шведский король стремился как можно скорее исправить свою ошибку.